# Ulrico de Wurtemberg-Neuenbürg
Ulrico de Württemberg-Neuenbürg (nacido el 15 de mayo de 1617 en Stuttgart , † 5 de diciembre de 1671 ibid) fue un oficial en los Treinta Años y la Guerra franco-española . Fundó la segunda línea lateral de un duque de Württemberg-Neuenbürg , que ya había salido con él .

## Biografía
Ulrich fue el cuarto hijo de Juan Federico  , el séptimo duque gobernante de Württemberg , y de Barbara Sophia de Brandenburg . El bautismo de Ulrico tuvo lugar el 14 de julio de 1617 en la ceremonia de boda de su tío Luis Federico de Wurtemberg-Montbéliard con Elisabeth Magdalena von Hessen-Darmstadt. Cuando el padre de Ulrico murió en 1628, su hermano mayor Everardo III. el posterior fallo del duque de Württemberg.
En 1630 Ulrico comenzó una gira caballerosa por Francia con sus hermanos y luego pasó los años de 1632 a 1634 con su madre en Kirchheim unter Teck . Después de que la batalla de Noerdlingen perdiera ante los protestantes el 6 de septiembre de 1634, como el resto de la corte de Württemberg, se vio obligado a establecerse en Estrasburgo, donde esperó cuatro años antes de regresar a Stuttgart en 1638 a Württemberg, que había sido devastada por las tropas imperiales. Debido a la continuación de la Guerra de los Treinta Años , decidió seguir una carrera militar. De 1639 a 1640 estuvo a sueldo de la República de Venecia.y peleó en Italia. Después de un viaje a través de Frankfurt, que lo llevó a Dinamarca en 1643, se unió al Electorado de Baviera como capitán en el Regimiento de Werth en 1644 . En 1645 fue nombrado coronel de su propio regimiento y en 1645 en la batalla de Jankau pudo salvar al comandante del contingente bávaro, general Johann von Werth , de ser capturado por los suecos. Además, participó para Baviera en 1645 en la batalla de Alerheim y desde 1647 en el rango de sargento general en 1648 en la batalla de Zusmarshausensobre el último gran conflicto armado de la Guerra de los Treinta Años en suelo alemán. En 1648 fue capturado brevemente por Straubing, de donde el emperador lo compró.
Con el acuerdo de paz de Westfalia , en el que tuvo lugar la restitución total de Württemberg, Ulrico regresó a su tierra natal y estuvo de acuerdo con su hermano Everardo  III de Wurtemberg. en una comparación de herencia. Además de un apanage, Ulrich recibió el Palacio de Neuenbürg como residencia para él y sus herederos, pero sin ganar soberanía. Se convirtió en el fundador de la segunda rama de Württemberg-Neuenbürg , que, sin embargo, ya se extinguió consigo mismo.
Su residencia en Neuenbürg que podría ser de poca utilidad, sin embargo, cuando fue sustituido después de la Guerra de los Treinta Años en los servicios españoles y 1649-1657 como general de las tropas alemanas en el Países Bajos españoles más operaciones militares contra Francia llevaron. En 1658 cambió de frente y se convirtió en teniente general francés. Después de la paz de los Pirineos de 1659, no fue hasta 1664 que tuvo la oportunidad de realizar un breve esfuerzo de guerra, esta vez al servicio del emperador Leopoldo en la guerra contra los turcos . En 1666 se convirtió en la Orden de los Elefantes en Dinamarca.otorgado, pero no hay posibilidad de un puesto militar permanente. Como estuvo marcado por el aumento de enfermedades en sus últimos años, incluida una afección ocular que le costó la vista, los planes para una posible entrada en el Ejército del Reich como general se vieron frustrados por su muerte a fines de 1671.

## Familia
El 10 de octubre de 1647, Ulrico se casó con la condesa Sofía Dorotea de Solms-Sonnenwalde (* 9 de septiembre de 1622 en el castillo de Laubach, † 13 de septiembre de 1648 en Vilsbiburg). Su esposa lo acompañó en sus campañas militares y murió al dar a luz a una hija el 12 de septiembre de 1648. La niña, María Catalina Carlota, vivió solamente tres días.
El 15 de mayo de 1651, Ulrico se casó por segunda vez con la princesa Isabella de Arenberg (* 1623 en Barbençon , † 17 de agosto de 1678 en París) y se convirtió por ella al catolicismo. Tuvieron dos hijas: Maria Anna Ignacia (* 1652 en Bruselas, † 20 de diciembre de 1693 en Lyon) y otra que nació el 15 de octubre de 1653 y falleció pocas horas después. Este segundo matrimonio fue desafortunado para Ulrico, por lo que finalmente se separó de Isabella, pero nunca se divorció oficialmente. Su esposa se mudó a París con la hija. En 1657, Ulrico regresó a la fe protestante.